# Micranisa ashtamudiensis
Micranisa ashtamudiensis is een vliesvleugelig insect uit de familie Pteromalidae. De wetenschappelijke naam is voor het eerst geldig gepubliceerd in 2000 door Priyadarsanan.